# Мартина-Франка
Мартина-Франка (итал. Martina Franca) — коммуна в Италии, располагается в области Апулия, в провинции Таранто.
Население составляет 49 521 человек (2008 г.), плотность населения составляет 168 чел./км². Занимает площадь 295 км². Почтовый индекс — 74015. Телефонный код — 080.
Покровителями коммуны почитаются святитель Мартин Турский и святая мученица Комасия, празднование 11 ноября.

## Демография
Динамика населения:

## Известные уроженцы
- Джовинацци, Антонио (род. 1993) — итальянский автогонщик, пилот Формулы-1.
- Карризи, Донато (род. 1973) — итальянский писатель, режиссёр и сценарист.

## Администрация коммуны
- Официальный сайт: https://web.archive.org/web/20060113134125/http://www.comune.martina-franca.ta.it/